# آموریچو فن اکسل دونخن
آموریچو یهوایرو دشانتینو فن اکسل دونخن (هلندی: Amourrichio Jahvairo Déshauntino van Axel Dongen؛ زادهٔ ۲۹ سپتامبر ۲۰۰۴) بازیکن فوتبال اهل هلند است که در پست وینگر برای باشگاه فوتبال آژاکس آمستردام در لیگ برتر فوتبال هلند بازی می‌کند؛ وی همزمان عضوی از باشگاه فوتبال یانگ آژاکس در لیگ دسته اول فوتبال هلند نیز می‌باشد.
فن اکسل دونخن که اصالتاً سورینامی است در هلند متولد شده و در تیم‌های ملی فوتبال زیر ۱۷ سال هلند و زیر ۱۹ سال هلند بازی کرده‌است.

## افتخارات
آژاکس
- لیگ برتر هلند: ۲۲–۲۰۲۱

انفرادی
- جایزهٔ عبدالحق نوری: ۲۱-۲۰۲۰[۴]